# Pistolet Astra 600
Astra 600 – hiszpański pistolet samopowtarzalny, wersja pistoletu Astra 400. 

## Historia
Astra 600 została zaprojektowana na zamówienie niemieckie. Do 1944 roku wyeksportowano ponad 10 000 tych pistoletów które trafiły do uzbrojenia Wehrmachtu. Po wyzwoleniu Francji przez aliantów III Rzesza i Hiszpania utraciły połączenie lądowe i eksport pistoletów Astra 600 został wstrzymany. Na hiszpańskim rynku cywilnym pistolet sprzedawał się słabo i dlatego w 1948 roku produkcję wstrzymano. Po wojnie część nie dostarczonych pistoletów zamówionych przez III Rzeszę znalazła się na uzbrojeniu zachodnioniemieckiej policji.

## Opis
Astra 600 była bronią samopowtarzalną. Zasada działania oparta na odrzucie zamka swobodnego. Mechanizm uderzeniowy kurkowy. Pistolet wyposażony był w automatyczny bezpiecznik chwytowy.
Astra 600 była zasilany ze wymiennego, jednorzędowego magazynka pudełkowego o pojemności 8 naboi, umieszczonego w chwycie. Lufa gwintowana. Przyrządy celownicze mechaniczne, stałe (muszka i szczerbinka).